# Андре Франку
Андре Франку (порт. André Franco, нар. 12 квітня 1998, Лісабон) — португальський футболіст, нападник клубу «Порту».
Виступав, зокрема, за клуб «Ештуріл-Прая».
Володар Кубка Португалії.

## Ігрова кар'єра
Народився 12 квітня 1998 року в місті Лісабон. Вихованець юнацьких команд футбольних клубів «Спортінг», «Белененсеш» та «Тондела».
У дорослому футболі дебютував 2019 року виступами за команду «Ештуріл-Прая», в якій провів три сезони, взявши участь у 60 матчах чемпіонату. 
До складу клубу «Порту» приєднався 2022 року. Станом на 25 вересня 2023 року відіграв за клуб з Порту 22 матчі в національному чемпіонаті.

## Титули і досягнення
- Володар Кубка Португалії (2):

«Порту»: 2022-2023, 2023-2024
- Володар Суперкубка Португалії (2):

«Порту»: 2022, 2024